# Calendario gregoriano prolettico
Il calendario gregoriano prolettico si ottiene estrapolando il calendario gregoriano a date che precedono la sua introduzione ufficiale (a Roma, venerdì 15 ottobre 1582). Prima di questa data gli storici utilizzano convenzionalmente il calendario giuliano e perciò l'uso del calendario gregoriano prolettico deve essere dichiarato esplicitamente.
Giovedì 14 ottobre 1582 del calendario gregoriano prolettico è giovedì 4 ottobre del calendario giuliano. Ritornando indietro nel tempo la differenza in giorni fra i due calendari si riduce di uno ogni volta che l'anno è multiplo di cento e non è divisibile per quattrocento. I due calendari, perciò, coincidono esattamente solo fra il 1º marzo 200 e il 28 febbraio 300 (nell'ipotesi che anche nel calendario giuliano il giorno aggiuntivo venga introdotto alla fine del mese di febbraio e non ante diem bis sextum Kalendas Martias, cioè il 24 febbraio).
Occorre inoltre specificare se l'anno antecedente l'anno 1 è detto anno 1 avanti Cristo, come tradizionalmente nel calendario giuliano oppure anno 0, come nel calendario giuliano astronomico, in cui gli altri anni avanti Cristo sono numerati con numeri negativi. Tale anno, comunque lo si numeri, è un anno bisestile. Utilizzando la convenzione degli astronomi gli anni -100, -200, -300 non sono bisestili, ma lo è l'anno -400, e analogamente per secoli più remoti.
L'uso del calendario gregoriano prolettico è previsto, ma non obbligato dalla norma internazionale ISO 8601:2004 (clause 4.3.2.1 The Gregorian calendar). La gestione di date antiche con il calendario gregoriano prolettico (con la convenzione astronomica per l'anno 0) è prevista in molti software. Per esempio questo calendario è utilizzato in MySQL, SQLite, PHP, CIM, Delphi, Python e COBOL.